# محمد شريف دعاس
محمد شريف دعاس. عضو جيش التحرير الوطني تقلد مسؤوليات سياسية وحزبية على مستوى القاعدة الشرقية إبان الثورة التحريرية.
وتقلد منصب أمين عام للمنظمة الوطنية للمجاهدين، كما كان نائبا بالمجلس الشعبي الوطني.

## وفاته
توفي في 10 فبراير سنة 2014 بعنابة عن عمر ناهز 74 سنة.